# Supercoppa greca 2005 (pallavolo)
La Supercoppa greca 2005 si è svolta il 2 ottobre 2005: al torneo hanno partecipato due squadre di club greche e la vittoria finale è andata per la seconda volta consecutiva all'Īraklīs Salonicco.

## Regolamento
Le squadre hanno disputato una gara unica.

## Squadre partecipanti
| Squadra           | Qualificazione                                        |
| ----------------- | ----------------------------------------------------- |
| Īraklīs Salonicco | Vincitrice A1 Ethnikī 2004-05/Coppa di Grecia 2004-05 |
| Olympiakos        | Finalista Coppa di Grecia 2004-05                     |

## Torneo
| 2 ottobre 2005 Chalkiopouleio, Lamia Durata: ? - Spettatori: ? | Īraklīs Salonicco | 3 - 0 | Olympiakos | 25-21, 25-21, 25-18 |